# Northeast Fall River (Dakota del Sur)
Northeast Fall River es un territorio no organizado ubicado en el condado de Fall River en el estado estadounidense de Dakota del Sur. En el Censo de 2010 tenía una población de 2095 habitantes y una densidad poblacional de 0,98 personas por km².

## Geografía
Northeast Fall River se encuentra ubicado en las coordenadas 43°17′28″N 103°18′17″O / 43.29111, -103.30472. Según la Oficina del Censo de los Estados Unidos, Northeast Fall River tiene una superficie total de 2136.13 km², de la cual 2114.03 km² corresponden a tierra firme y (1.03%) 22.1 km² es agua.

## Demografía
Según el censo de 2010, había 2095 personas residiendo en Northeast Fall River. La densidad de población era de 0,98 hab./km². De los 2095 habitantes, Northeast Fall River estaba compuesto por el 92.51% blancos, el 0.43% eran afroamericanos, el 4.58% eran amerindios, el 0.29% eran asiáticos, el 0% eran isleños del Pacífico, el 0.62% eran de otras razas y el 1.58% pertenecían a dos o más razas. Del total de la población el 3.05% eran hispanos o latinos de cualquier raza.